# Aphytis wallumbillae
Aphytis wallumbillae är en stekelart som först beskrevs av Girault 1924.  Aphytis wallumbillae ingår i släktet Aphytis och familjen växtlussteklar. Inga underarter finns listade i Catalogue of Life.